# Quella coppia felice
Quella coppia felice (Esa pareja feliz ) è un film spagnolo del 1953 diretto da Luis García Berlanga e Juan Antonio Bardem.